# This is 嵐 LIVE 2020.12.31
『This is 嵐 LIVE 2020.12.31』（ディス イズ あらし ライブ ニーゼロニーゼロ イチニー サンイチ）は、日本の男性アイドルグループ・嵐のライブ・ビデオ。2021年12月29日にJ Stormから発売された。

## 概要
2020年12月31日に東京ドームにて開催された、自身初の生配信コンサートかつ活動休止前最後のライブである「This is 嵐 LIVE 2020.12.31」の模様を収録。
初回限定盤DVD/Blu-ray、通常盤DVD/Blu-rayの4形態で発売。初回限定盤には特典映像としてライブに向けたメイキング映像「This is 嵐 LIVE behind the scenes -5人のいる景色-」を収録。

## チャート成績
※以下の記述はすべてオリコンが発表した売上・ランキングを示す。
- 初週63.7万枚を売り上げ、2022年1月10日付（集計期間：2021年12月27日 - 2022年1月2日）の映像3部門[注 1]で同時1位を獲得した[4]。
  - 映像3部門同時1位獲得は、2021年7月発売の前作『アラフェス2020 at 国立競技場』以来12作連続・通算12作目となり、連続・通算ともに歴代1位を自己更新した[4]。
  - DVD1位獲得は、21作連続・通算23作目となり、こちらも連続・通算ともに歴代1位を自己更新した[4]。
  - 初週売上63.7万枚は、「ミュージックDVD・BDランキング」における9年度連続初週売上50万枚超えを記録しており、こちらも歴代1位を自己更新した[4]。
- 2022年1月17日付（集計期間：2022年1月3日- 同月9日）の映像3部門で同時1位を獲得した[1]。
  - 2週連続の映像3部門同時1位獲得となった[1]。
- 期間内73.2万枚（DVD：29.1万枚・BD：44.1万枚）を売り上げ、2021年12月27日 - 翌年6月20日付（集計期間：2021年12月13日 - 翌年6月12日）の「オリコン上半期ランキング2022 作品別売上数部門」の映像3部門で同時1位を獲得した[2]。
  - 上半期での映像3部門同時1位獲得は、2015年4月発売の『ARASHI BLAST in Hawaii』、2017年5月発売の『ARASHI LIVE TOUR 2016-2017 Are You Happy?』に続き通算3回目となり、歴代1位を自己更新した[2]。

## 収録内容

### 本編映像
※Blu-rayではDisc 1にまとめて収録。

#### Disc 1
1. overture
2. ワイルド アット ハート
3. サクラ咲ケ
4. SHOW TIME
5. Party Starters
6. 言葉より大切なもの
7. GUTS !
8. 風の向こうへ
9. いつか秒針のあう頃
10. つなぐ
11. Turning Up
12. Do you... ?
13. 明日の記憶
14. One Love
15. Løve Rainbow
16. Step and Go
17. エナジーソング～絶好調超!!!!～
18. カイト
19. 君のうた
20. Happiness

#### Disc 2
1. Whenever You Call
2. 台風ジェネレーション -Typhoon Generation-
3. PIKA★★NCHI DOUBLE
4. 君のうた
5. A・RA・SHI
6. Monster
7. 迷宮ラブソング
8. マイガール
9. Happiness
10. 感謝カンゲキ雨嵐
11. The Music Never Ends
12. Love so sweet

### 特典映像
※初回限定盤のみ収録。DVDではDisc 3、Blu-rayではDisc 2に収録。
1. 「This is 嵐 LIVE behind the scenes -5人のいる景色-」

## コンサート
同日を以って活動休止に入る嵐の単独生配信によるコンサート。
2020年12月31日に嵐のライブを開催すること、またそのライブを生配信することは、2019年1月の活動休止会見の時点で計画されていた。新型コロナウイルス感染拡大の影響もあって無観客での生配信となったが、会場に設置されたパネルに当選したファンの姿がリアルタイムで映し出されメンバーと交流できる仕組みや、ファンが事前に応募したダンス動画や歌唱動画がスクリーンに映し出されるなど、ファン参加型の企画が随所に盛り込まれた。
当初は会場は非公開となるほか、見逃し配信はされないと発表されていた。公演終了後、会場が東京ドームで行われたと報道されたほか、リピート配信が2021年1月8日・9日・10日に行われることが発表された。
12年連続・12回目の出場となる『第71回NHK紅白歌合戦』には、生配信を一時中断した上でこの会場から中継出演し、25番目に歌唱。なお、嵐は『NHK紅白歌合戦』においてここ2年白組トリおよび大トリを務めていたが、（本ライブ優先や中継出演者がトリを取った前例がないため）今回はトリを務めることはなかった。
2021年2月28日よりYouTubeにて、本コンサートのダイジェスト映像が配信された。

### This is 嵐 LIVE みんなで準備だ!TV
公演に先立って、嵐公式YouTubeチャンネルにて、「This is 嵐 LIVE みんなで準備だ!TV」と題し、配信に向けた準備について嵐メンバー本人が説明する動画が計11本公開された。（#?! みんなで嵐にサプライズの準備だ!を除く）
#0 みんなで準備だ!（2020年11月30日公開）
当企画全体について説明。
#1 チケットを準備だ!（2020年11月30日公開）
チケット購入時の注意点、「フレンズ参戦機能」について説明。
#2 一緒に見る準備だ!（2020年12月6日公開）
「フレンズ参戦機能」の実演。
#3 踊る準備だ!（2020年12月10日公開）
「GUTS !」のダンス動画の募集について説明し、振付をレクチャー。
#4 歌う準備だ!（2020年12月15日公開）
「言葉より大切なもの」「The Music Never Ends」の歌唱動画の募集について説明し、募集する歌唱パートを紹介。
#5 コールの準備だ!（2020年12月22日公開）
ライブ中のコール、「感謝カンゲキ雨嵐」「A・RA・SHI」「Love so sweet」「Happiness」の曲中のコールの音声の募集について説明し、募集するコールを紹介。
#6 フレンズ参戦の準備だ!（2020年12月25日公開）
「フレンズ参戦機能」の使用に必要な事前のグループ登録について説明。
#7 アイコンも準備だ!（2020年12月26日公開）
SNSで使用できるオリジナルアイコンフレームの配信について説明し、アイコンの作成を実演。
#8 リクエストの準備だ!（2020年12月27日公開）
事前に公式Twitterで募集したメンバーへのリクエストを紹介。
#9 新たなチャレンジの準備だ!（2020年12月29日公開）
ライブ中、観客が会場に設置されたモニターにリアルタイムで映し出される「MEETS CHANCE」について説明。
#10 視聴環境の準備だ!（2020年12月30日公開）
配信前に、視聴環境について確認する内容を説明。
#?! みんなで嵐にサプライズの準備だ!
ライブの配信中断中（紅白出演中）、ライブ画面に表示された。このサプライズはメンバーの松本が企画したもので、嵐が「感謝カンゲキ雨嵐」の歌唱中に、ライブ会場の天井に表示される嵐へのメッセージを募集した。

### コンサート日程
| # | 年     | 配信日   | 配信時間 | 会場       | 備考                                                          |
| - | ------ | -------- | -------- | ---------- | ------------------------------------------------------------- |
| 1 | 2020年 | 12月31日 | 20:00    | 東京ドーム | Johnny's netオンラインにて 配信された無観客生配信コンサート。 |

#### リピート配信
| # | 年     | 配信日  | 配信時間 | 備考                               |
| - | ------ | ------- | -------- | ---------------------------------- |
| 1 | 2021年 | 1月8日  | 10:00    | 2020年12月31日公演のリピート配信。 |
| 2 | 2021年 | 1月8日  | 20:00    | 2020年12月31日公演のリピート配信。 |
| 3 | 2021年 | 1月9日  | 13:00    | 2020年12月31日公演のリピート配信。 |
| 4 | 2021年 | 1月9日  | 21:00    | 2020年12月31日公演のリピート配信。 |
| 5 | 2021年 | 1月10日 | 12:00    | 2020年12月31日公演のリピート配信。 |
| 6 | 2021年 | 1月10日 | 22:00    | 2020年12月31日公演のリピート配信。 |